# Macodes petola
Macodes petola là một loài thực vật có hoa trong họ Lan. Loài này được (Blume) Lindl. mô tả khoa học đầu tiên năm 1840.

## Hình ảnh

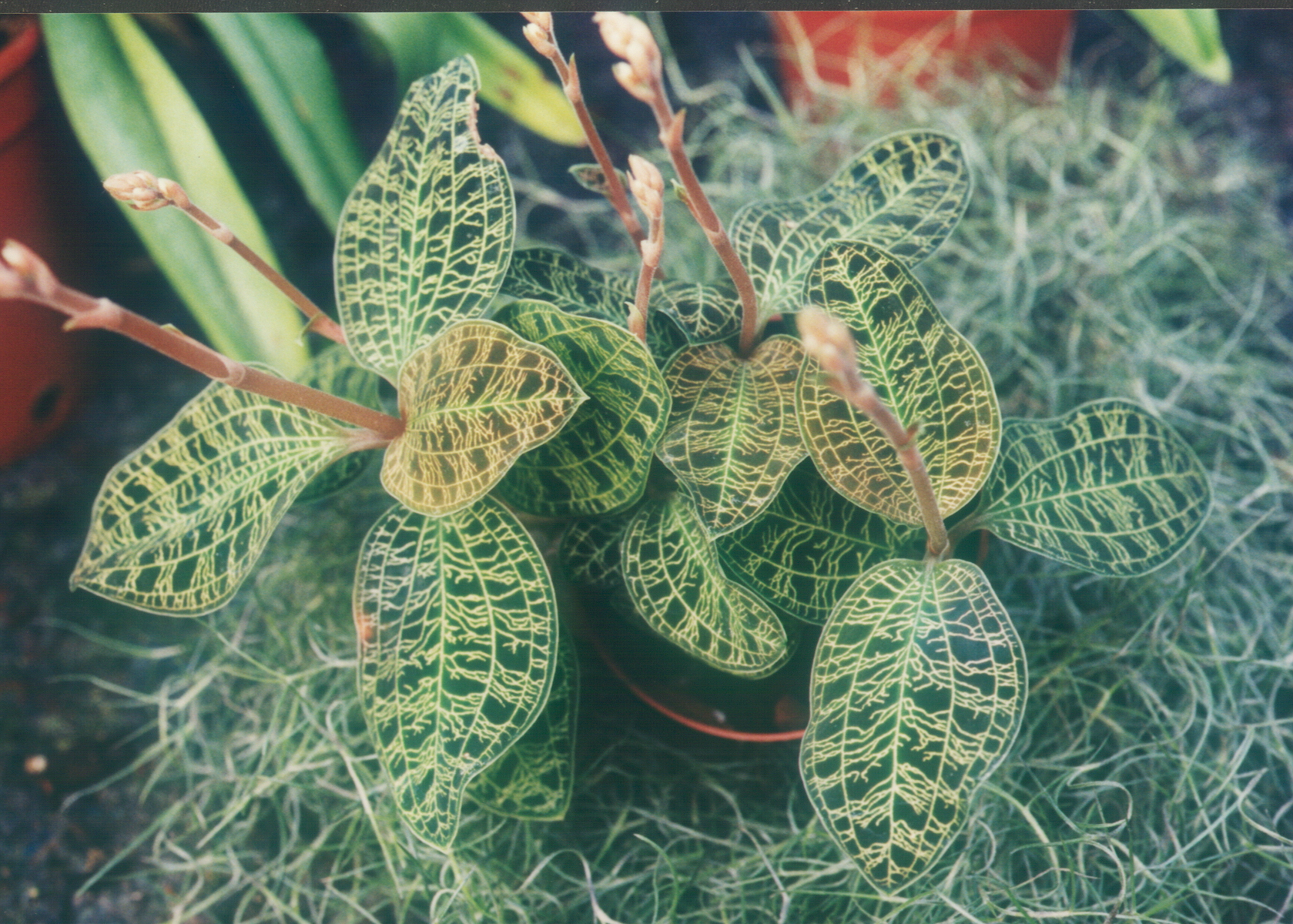
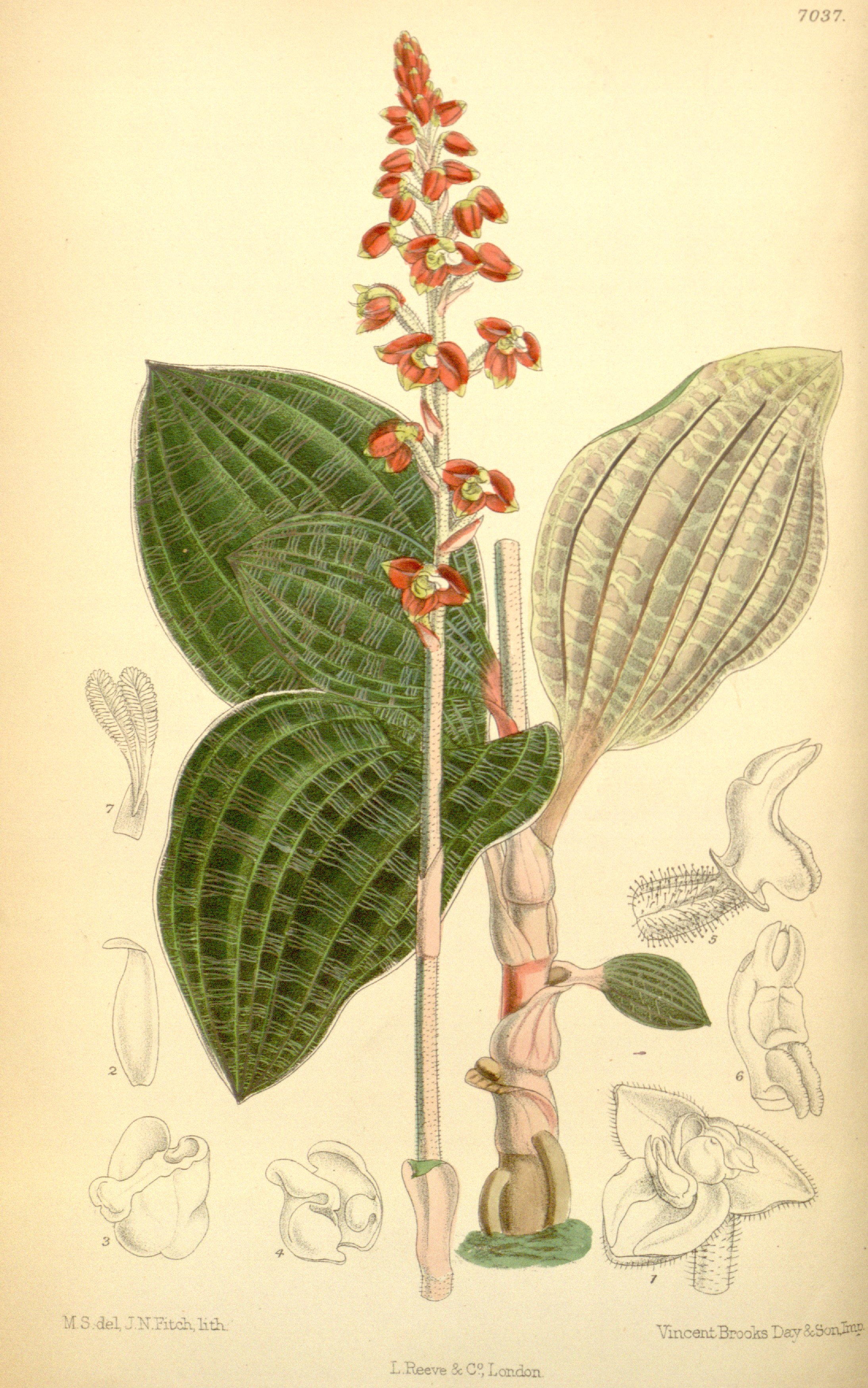
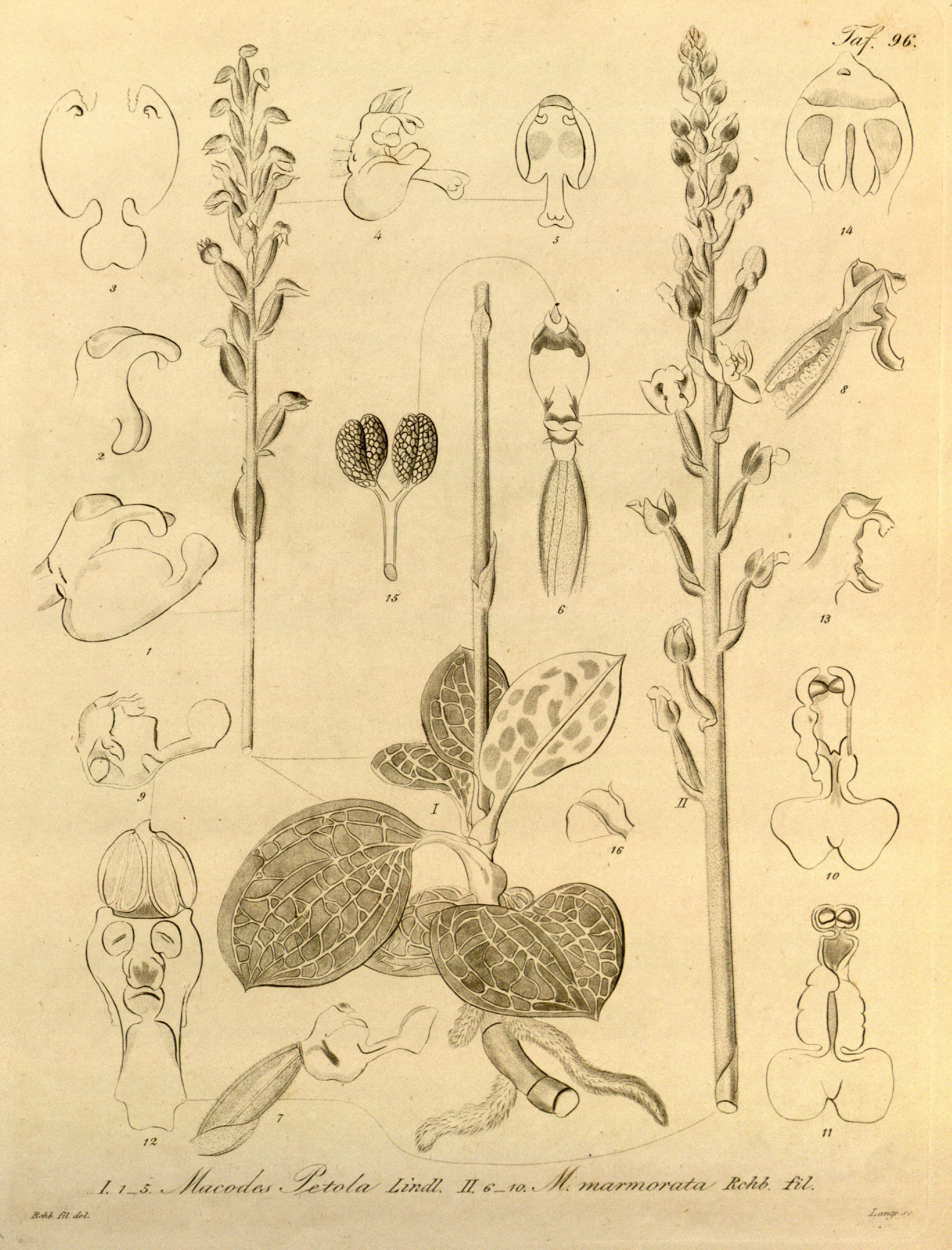
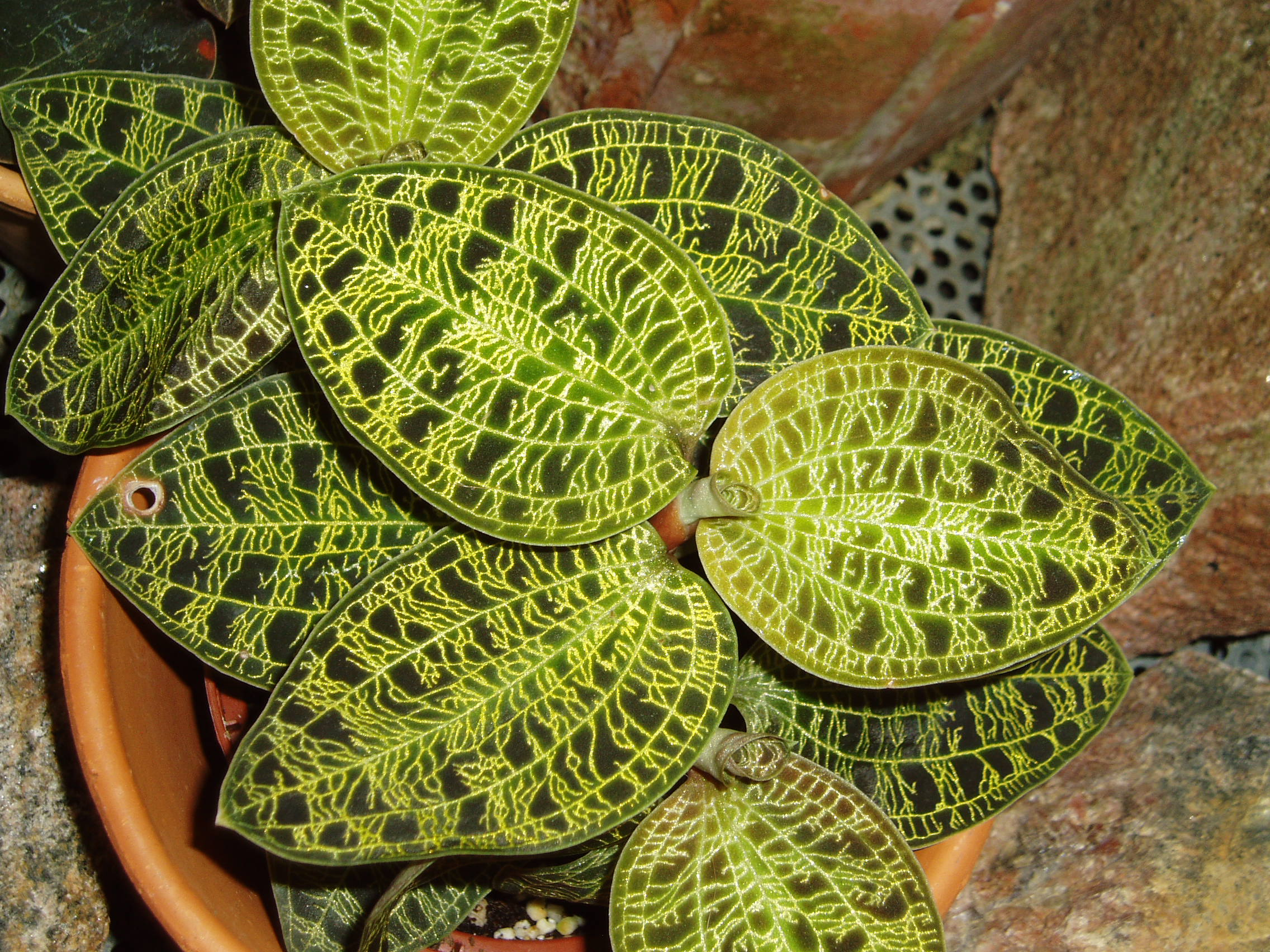